# ジベンゾチオフェン
ジベンゾチオフェン (dibenzothiophene) は有機化合物のひとつ。2個のベンゼン環がチオフェン環を中心に辺を共有して縮合した構造を持つ、三環系の複素環式化合物である。アルキル誘導体が原油の高沸点成分として含まれる。
ジベンゾチオフェンはビフェニルと二塩化硫黄を塩化アルミニウム存在下に反応させて得られる。